# Battaglione Giovanna d'Arco
Il Battaglione Giovanna d'Arco(in francese: Bataillon Jeanne d'Arc, in spagnolo: Batallón Juana de Arco) fu un reparto composto da paramilitari fascisti francesi che combatté con il Bando nacional franchista durante la Guerra civile spagnola.

## Storia
Composto da 500 uomini francesi, belgi e svizzeri, era sotto il comando del Generale Paul-Louis Alexandre Lavigne-Delville e del Capitano Henry Bonneville de Marsangy.